# 1629 en philosophie
Chronologie de la philosophie
- 1625
- 1626
- 1627
- 1628
- 1629
- 1630
- 1631
- 1632
- 1633

L’année 1629 a été marquée, en philosophie, par les événements suivants :

## Publications
- Les Règles pour la direction de l'esprit (Regulae ad directionem ingenii, vers 1628 - 1629) est une œuvre inachevée de Descartes. Il y expose des règles pour diriger son esprit. Elles sont au nombre de 21.

- Tommaso Campanella : Astrologia : Astrologicorum libri VI, Lyon, 1re éd. 1629. Rédigé en 1613-1614 ; Astrologicorum libri VII, Lyon, 1630.

- Jacques Gaffarel : 
  - Curiositez inouyes, sur la Sculpture talismanique des Persans, horoscope des Patriarches, et lecture des Estoilles, Paris, Hervé du Mesnil, 1629, 644 p. . Curiosités inouïes qui furent l'objet d'une censure de la Sorbonne;
  - Retractatio, in Censura Sacrae Facultatis Theologiae Parisiensis lata in Petri Picherelli Opuscula Theologica, Lugduni Batavorum 1629 excusa, Paris, Jean Guillemot, 1629 ;

- Jean de Silhon : Panégyrique à Mgr le cardinal de Richelieu, sur ce qui s'est passé aux derniers troubles de France (1629)

- Georg Stengel :  Judex & dux haereticorum huius temporis, quem ex adversariis Iacobi Gretseri [.] Georgius Stengelius [.] in lucem protraxit. Ingolstadt, Gregor Hänlin, 1629.

## Naissances
- Antoine Legrand, également connu sous les noms d’« Antoine Le Grand », « Antonius le Grand » et « Anthony Le Grand », né en 1629 à Douai et mort le 7 août 1699 à Londres est un philosophe français.